# El Tecolote, Tlajomulco de Zúñiga
El Tecolote är en ort i Mexiko.   Den ligger i kommunen Tlajomulco de Zúñiga och delstaten Jalisco, i den centrala delen av landet, 500 km väster om huvudstaden Mexico City. El Tecolote ligger 1 551 meter över havet och antalet invånare är 115.
Terrängen runt El Tecolote är huvudsakligen kuperad, men åt sydost är den bergig. Runt El Tecolote är det tätbefolkat, med 266 invånare per kvadratkilometer. Närmaste större samhälle är Hacienda Santa Fe, 14,8 km nordost om El Tecolote. I omgivningarna runt El Tecolote växer i huvudsak blandskog.